# インガエウォネース族
インガエウォネース族（インガエウォネス族、インガエオネース族、イングヴェオーネス族とも）(Ingaevones、Ingvaeones は、北海沿岸にいた古い民族である。またゲルマン語の方言においては「北海沿岸グループ」とも呼ばれる、西ゲルマン語グループに属する民族である。
彼らの名前はタキトゥスの『ゲルマニア』（98年頃）に述べられている。そこでは、大地の子であるトゥイストー神の息子のマンヌスの3人の息子から生じた3つの民族のうちの1つに分類されている。
彼らはユトランド半島、ホルシュタイン、フリースラント、およびデンマークの島といった地域へ移動して、およそ紀元前1000年から紀元前500年の間には、大多数の北ゲルマングループ（スカンディナヴィアグループ）とは別になったであろうと考えられている。
さらに彼らは紀元前50年頃には、フリース族、サクソン族、ジュート族、アングリー（アングル）族にと分かれていった。
インガエウォネース族が一般的に使用していたと考えられている言語は、「Ingvaeonic (en)」、または北海沿岸グループ (North Sea Germanic) と呼ばれている。
大プリニウスが80年頃に記した『博物誌』のIV章99節では、インガエウォネース族が5つのゲルマン語派集団の1つだと述べられている。他の4つの民族は、ヴァンダル族、イスタエウォネース族（イスタエウォネス族とも。en）、ヘルミノーネース族（ヘルミノネス族とも。en）と、彼が名前をつけなかったグループである。また、インガエウォネース族はキンブリー族 (en)、テウトニ（テウトネス）族 (en)、およびカウキー族 (en) から成り立っていたという。
冒頭に述べたように、インガエウォネース族はタキトゥスの『ゲルマニア』でも記述されている。沿岸にいる3つのゲルマン民族集団の1つとしてインガエウォネース族の名が挙げられている。他の2集団はヘルミノーネース族とイスタエウォネース族である。Rafael von Uslar によると、西ゲルマン語グループのこの3つの分別は、300年頃から600年頃にかけての時代の考古学的な証拠と一致する。
インガエウォネース族の伝説的な父祖は、マンヌスの息子のイングワズ (Ingwaz)（イング (Ing)、インゴ (Ingo)、インギオ (Inguio) とも）と名付けられている。
ヤーコプ・グリムの著書『Teutonic Mythology』をはじめ、多くの研究者は、このイング (Ing) を、実態のはっきりしない北欧の神ユングヴィ (Yngvi)（スウェーデン王家の祖とされるユングリング家の祖）と同一の存在だったと考えている。Ingui という名前は、アングロ・サクソン族が建てたバーニシアの王家の王の名としても記載されている。
インガエウォネース族から分かれたアングロ・サクソン族がブリテン島で多くの居留地を作った頃から、彼らはそれらの居住地を「イングランド」と呼んだ。イングイ (Ingui) はまた、ヴァイキング時代に北欧神話の神フレイに与えられた名前でもある。
ネンニウス (en) の著書において、MannusがAlanusへ、Nannusの息子IngioもしくはInguioがNeugioへ転化するのを見ることができる。
ここでは、Neugioの3人の息子は、Bogari、Vandals、そしてSaxonsとTarincgiの人々に由来して、Boganus、Vandalus、そしてSaxoと名付けられている。